# Abarao (Tarawa)
Abarao (auch: Bangantebure) ist ein Ort im Süden des Tarawa-Atolls in den zum Inselstaat Kiribati gehörenden Gilbertinseln im Pazifischen Ozean. Er liegt auf der Insel Eita. 2020 hatte der Ort 2018 Einwohner.

## Geographie
Abarao befindet sich am „Rumpf“ der westlich verlaufenden Riffkrone im Süden von Tarawa (Tarawa Te Inainano). Der Ort liegt am östlichen Ende der Insel Eita, gegenüber der Insel Bonriki (Bikenibeu), mit welcher er durch einen Fahrdamm verbunden ist. Im Westen schließt sich der namengebende Ort der Insel, Eita, an.

## Klima
Das Klima ist tropisch heiß, wird jedoch von ständig wehenden Winden gemäßigt. Ebenso wie die anderen Orte des Tarawa-Atolls wird Abarao gelegentlich von Zyklonen heimgesucht.